# Washington Redskins 1999
La stagione 1999 dei Washington Redskins è stata la 68ª della franchigia nella National Football League e la 63ª a Washington. Nella prima annata sotto la proprietà di Daniel Snyder, la squadra con un record di 10-6 tornò ai playoff per la prima volta dopo sei stagioni. Nel primo turno di playoff i Redskins batterono i Detroit Lions, prima di venire eliminati con la sconfitta per un solo punto contro i Tampa Bay Buccaneers la settimana successiva.

## Calendario
| Stagione regolare |                    |                        |                    |                    |
| Turno             | Data               | Avversario             | Risultato          | Pubblico           |
| 1                 | 12 settembre 1999  | Dallas Cowboys         | S 35–41            | 79,237             |
| 2                 | 19 settembre 1999  | at New York Giants     | V 50–21            | 73,170             |
| 3                 | 26 settembre 1999  | at New York Jets       | V 27–20            | 78,161             |
| 4                 | 3 ottobre 1999     | Carolina Panthers      | V 38–36            | 76,831             |
| 5                 | Settimana di pausa | Settimana di pausa     | Settimana di pausa | Settimana di pausa |
| 6                 | 17 ottobre 1999    | at Arizona Cardinals   | V 24–10            | 55,893             |
| 7                 | 24 ottobre 1999    | at Dallas Cowboys      | S 20–38            | 64,377             |
| 8                 | 31 ottobre 1999    | Chicago Bears          | V 48–22            | 77,621             |
| 9                 | 7 novembre 1999    | Buffalo Bills          | S 17–34            | 78,721             |
| 10                | 14 novembre 1999   | at Philadelphia Eagles | S 28–35            | 66,591             |
| 11                | 21 novembre 1999   | New York Giants        | V 23–13            | 78,641             |
| 12                | 28 novembre 1999   | Philadelphia Eagles    | V 20–17            | 74,741             |
| 13                | 5 dicembre 1999    | at Detroit Lions       | S 17–33            | 77,693             |
| 14                | 12 dicembre 1999   | Arizona Cardinals      | V 28–3             | 75,851             |
| 15                | 19 dicembre 1999   | at Indianapolis Colts  | S 21–24            | 57,013             |
| 16                | 26 dicembre 1999   | at San Francisco 49ers | V 26–20            | 68,329             |
| 17                | 2 gennaio 2000     | Miami Dolphins         | V 21–10            | 78,106             |

## Classifiche
| NFC East                |    |    |   |      |     |     |     |
|                         | V  | S  | P | %    | PF  | PS  | STR |
| (3) Washington Redskins | 10 | 6  | 0 | .625 | 443 | 377 | V2  |
| (5) Dallas Cowboys      | 8  | 8  | 0 | .500 | 352 | 276 | V1  |
| New York Giants         | 7  | 9  | 0 | .438 | 299 | 358 | S3  |
| Arizona Cardinals       | 6  | 10 | 0 | .375 | 245 | 382 | S4  |
| Philadelphia Eagles     | 5  | 11 | 0 | .313 | 272 | 357 | V2  |